# Domingo de Carrión

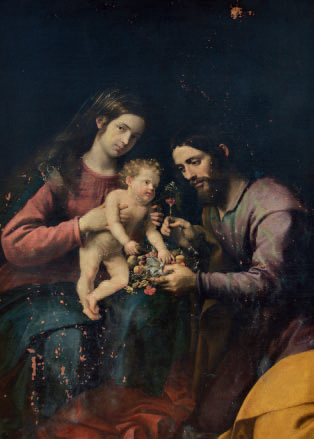
Sagrada Familia, óleo sobre lienzo, 175 x 135 cm, Madrid, San Jerónimo el Real.

Domingo de Carrión (fl. 1614-1645) fue un pintor barroco español activo en Madrid de quien únicamente se conoce una obra segura: una Sagrada Familia firmada, conservada en la iglesia de San Jerónimo el Real, obra de mérito aunque inspirada en un grabado de Durero.

## Biografía
La primera noticia documental relativa a este pintor es la firma de las capitulaciones matrimoniales con Isabel Peláez el 31 de octubre de 1614 y la carta de recibo de la dote, fechada el 12 de enero de 1615. Ambos figuran como vecinos de Madrid y la cuantía de la dote, cuatrocientos ducados, trescientos en ajuar y cien en metálico a los que el esposo aportará otros cien en arras, indica unos medios económicos modestos. Algunos años después, al morir el pintor Rodrigo de Villandrando (1622), adquirió en la almoneda de sus bienes algunos lienzos imprimados y objetos de pintura.
En julio de 1630, teniendo su residencia en la calle de Toledo, bautizó a una hija en la parroquia de San Justo, a la que pusieron por nombre Isabel María. Pasado un año, Isabel Peláez, su esposa, dictó testamento y fue enterrada en la misma parroquia de San Justo pocos días después, el 5 de octubre de 1631. Del testamento se desprende que el matrimonio tenía cuatro hijos. No sabía firmar y como testamentarios dejaba, con su marido, a su confesor, Alonso de Carrión, de los clérigos menores, y a Simón de Carrión, platero de oro y quizá parientes de su esposo. El 7 de abril de 1636 fue bautizada otra hija del pintor, casado ahora con Juana de Herrera. La niña recibió el nombre de Victoria Juana y actuó de padrino su hermano mayor, Luis de Carrión.

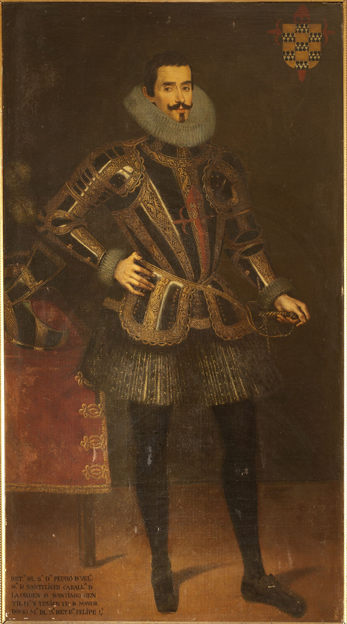
Pedro de Velasco, óleo sobre lienzo, 200 x 110 cm, Espinosa de los Monteros (Burgos), colección particular.

De su actividad como pintor consta su intervención en algunas tasaciones —la última en 1645- y las noticias que proporciona un primer testamento, fechado el 4 de octubre de 1636, del que se desprende que su ocupación principal era el retrato. Según dicho documento, el príncipe de Esquilache, Francisco de Borja y Aragón, le debía 200 reales de los retratos que le había hecho de sus padres, otros 100 le debía Juan de Bracamonte por el retrato de su esposa e igual cantidad le adeudaba Diego Velázquez «de cierta quenta que entre ambos emos tenido tocante a pinturas». Aunque el testamento no daba otros detalles se ha pensado que la relación con Velázquez pudiera concretarse en una posible participación de Carrión en los retratos ecuestres de los reyes Felipe III, Margarita de Austria e Isabel de Borbón para el Salón de Reinos, obras en las que la crítica especializada y los análisis técnicos advierten la participación del taller. El detallismo un tanto arcaico en las vestimentas de las damas, derivado de los retratos de Rodrigo de Villandrando, se aprecia también en una serie de retratos conservados en el palacio que Pedro de Velasco se hizo construir en Espinosa de los Monteros, donde instituyó su mayorazgo, retratos que podrían haber sido pintados por Domingo de Carrión quien en el citado testamento de 1636 se declaraba acreedor del que años después sería ayo de Juan José de Austria por la cantidad de 250 reales «de ciertos retratos que le hice».
Recuperado de la enfermedad que le llevó a dictar su testamento, en el auto por el que se procedía al repartimiento de la alcabala entre los pintores de Madrid por las pinturas que habían vendido en sus casas y tiendas en los años 1636 y 1637, firmado en junio de 1638 por el contador de resultas de su majestad Gabriel Pérez de Carrión, Domingo de Carrión, residente todavía en la calle de Toledo, figuraba registrado con la cantidad de cuatrocientos reales, la misma suma que debían pagar los pintores del rey Diego Velázquez, Angelo Nardi y Vicente Carducho. Había fallecido en 1660 cuando su segunda esposa firmó su testamento diciéndose viuda.

## Obra
La única obra segura, la firmada Sagrada Familia de San Jerónimo el Real (Madrid), es una pintura de calidad, a caballo entre la tradición de la centuria anterior, con recuerdos de Alberto Durero y de Rafael en la composición, pero con las figuras traídas a primer término y tratadas con la monumentalidad de la pintura escurialense, a la vez que se interesa por los efectos de iluminación, haciendo surgir las figuras intensamente iluminadas de un fondo negro, a la manera de los primeros ensayos tenebristas, y atento, además, a los detalles naturalistas, en el cesto de frutas que tiende San José al Niño.